# パスクアーレ・マリーノ
パスクアーレ・マリーノ（Pasquale Marino, 1962年7月13日 - ）は、イタリア・マルサーラ出身の元サッカー選手、現サッカー指導者。現役時代のポジションはミッドフィールダー。

## 経歴
現役時代はほとんどをシチリア島のクラブで過ごした。引退後は監督として着実にキャリアを積み、ASパテルノー・カルチョをセリエDからセリエC1まで昇格させた。2002年からUSフォッジャを率いてセリエC2で優勝。続いて率いたACアレッツォをセリエBに残留させた。
2005-06シーズンよりカルチョ・カターニアの監督に就任。圧倒的な攻撃サッカーで1年でセリエA昇格を達成する。翌2006-07シーズン、カターニアは前半戦で躍進し、サポーター暴動によるホームゲーム没収により失速するも残留を達成した。同シーズンに森本貴幸を指導し、トップチームで起用した。
2007-08シーズンよりウディネーゼ・カルチョの監督に就任。アントニオ・ディ・ナターレ、ファビオ・クアリャレッラらを擁し、3-4-3システムによるスペクタクルなフットボールを展開、同シーズンはMFギョクハン・インレル、GKサミール・ハンダノヴィッチ、FWシモーネ・ペペらほとんど無名の新加入選手が躍動し、チームは7位に入りUEFAカップ出場権を獲得した。2008-09シーズンはUEFAカップとリーグ戦の両立に苦戦しつつも7位となった。2009年12月22日に成績不振により途中解任されるも、その後もチームは低迷し続けたため2010年2月20日に復帰して残留を達成。シーズン終了後に退団。
2010-11シーズンよりフランチェスコ・グイドリンと入れ替わる形でパルマFCの監督に就任するも、2011年4月3日に成績不振により途中解任される。
2011年12月22日、前日のSSCナポリ戦に大敗して解任されたアルベルト・マレザーニの後任としてジェノアCFCの監督に就任。2012年4月2日、成績不振によりわずか3ヶ月で解任された。
2016年6月6日、セリエBに降格したフロジノーネ・カルチョの監督に就任することが発表された。シーズンを終えリーグ3位へ導いたが、昇格プレーオフでカルピFCに敗れたことで辞任を表明した。
2017年10月12日、セリエBにおいて降格圏に沈むブレシア・カルチョの指揮官に招聘された。しかし翌年1月15日に解任され、ロベルト・ボスカーリャが呼び戻された。
2018-19シーズンより、スペツィア・カルチョの監督に就任することが発表された。
2019年6月7日、USチッタ・ディ・パレルモの監督に就任したが、不正経理問題のため7月12日に退任した。
2020年1月26日、エンポリFCの監督に就任した。

## チーム造りの特徴
USフォッジャ時代にズデネク・ゼーマンの影響を受けたとされ、3トップによる果敢な攻撃サッカーを理想とし、指導したクラブを次々と昇格・残留させている。

## 監督成績
2021年3月15日現在
| クラブ         | 国           | 就任           | 退任           | 記録 | 記録 | 記録 | 記録 | 記録  | 記録 | 記録 | 記録   |
| クラブ         | 国           | 就任           | 退任           | 試   | 勝   | 分   | 敗   | 得    | 失   | 差   | 勝率   |
| -------------- | ------------ | -------------- | -------------- | ---- | ---- | ---- | ---- | ----- | ---- | ---- | ------ |
| ミラッツォ     | イタリアの旗 | 1997年7月1日   | 1999年7月1日   | 68   | 30   | 22   | 16   | 91    | 68   | +23  | 044.12 |
| ラグーザ       | イタリアの旗 | 1999年7月1日   | 2000年7月1日   | 36   | 12   | 9    | 15   | 46    | 42   | +4   | 033.33 |
| パテルノー     | イタリアの旗 | 2000年7月1日   | 2002年7月1日   | 86   | 44   | 28   | 14   | 145   | 82   | +63  | 051.16 |
| フォッジャ     | イタリアの旗 | 2002年7月1日   | 2004年7月1日   | 78   | 34   | 23   | 21   | 118   | 103  | +15  | 043.59 |
| アレッツォ     | イタリアの旗 | 2004年7月1日   | 2005年2月27日  | 31   | 6    | 13   | 12   | 40    | 43   | −3   | 019.35 |
| アレッツォ     | イタリアの旗 | 2005年4月21日  | 2005年7月1日   | 8    | 4    | 1    | 3    | 8     | 7    | +1   | 050.00 |
| カターニア     | イタリアの旗 | 2005年7月1日   | 2007年6月1日   | 82   | 32   | 24   | 26   | 114   | 113  | +1   | 039.02 |
| ウディネーゼ   | イタリアの旗 | 2007年6月4日   | 2009年12月22日 | 111  | 46   | 27   | 38   | 155   | 145  | +10  | 041.44 |
| ウディネーゼ   | イタリアの旗 | 2010年2月21日  | 2010年5月28日  | 15   | 6    | 5    | 4    | 27    | 24   | +3   | 040.00 |
| パルマ         | イタリアの旗 | 2010年6月2日   | 2011年4月3日   | 33   | 8    | 12   | 13   | 32    | 44   | −12  | 024.24 |
| ジェノア       | イタリアの旗 | 2011年12月22日 | 2012年4月2日   | 15   | 3    | 4    | 8    | 23    | 34   | −11  | 020.00 |
| ペスカーラ     | イタリアの旗 | 2013年6月7日   | 2014年2月22日  | 29   | 11   | 7    | 11   | 37    | 37   | +0   | 037.93 |
| ヴィチェンツァ | イタリアの旗 | 2014年10月30日 | 2016年3月14日  | 67   | 23   | 25   | 19   | 72    | 70   | +2   | 034.33 |
| フロジノーネ   | イタリアの旗 | 2016年6月6日   | 2017年5月29日  | 46   | 22   | 12   | 12   | 60    | 45   | +15  | 047.83 |
| ブレシア       | イタリアの旗 | 2017年10月11日 | 2018年1月16日  | 13   | 3    | 4    | 6    | 12    | 14   | −2   | 023.08 |
| スペツィア     | イタリアの旗 | 2018年6月20日  | 2019年5月30日  | 39   | 15   | 9    | 15   | 56    | 50   | +6   | 038.46 |
| パレルモ       | イタリアの旗 | 2019年6月7日   | 2019年7月12日  | 0    | 0    | 0    | 0    | 0     | 0    | +0   | —      |
| エンポリ       | イタリアの旗 | 2020年1月26日  | 2020年8月11日  | 18   | 9    | 4    | 5    | 27    | 22   | +5   | 050.00 |
| S.P.A.L.       | イタリアの旗 | 2020年8月12日  | 2021年3月16日  | 34   | 12   | 14   | 8    | 39    | 37   | +2   | 035.29 |
| 合計           | 合計         | 合計           | 合計           | 809  | 320  | 243  | 246  | 1,102 | 980  | +122 | 039.56 |

## タイトル

### 選手時代
バッティパリェーゼ
- セリエC2 : 1989-90

カターニア
- セリエD : 1994-95

### 指導者時代
パテルノー
- セリエD : 2000-01

フォッジャ
- セリエC2 : 2002-03